# 炕围画
炕围画是一种中國家居装饰艺术。

## 特点
主要分佈於中国北方，特別是山西地區的农村。該地農村新房落成后，一般请画工在屋内土炕周围的墙上作画，画高一般接近人的坐高，主题有风景、人物等。炕圍畫最早開始於唐代，在宋代開始興盛。